# خيرمان غونزاليس (لاعب كرة قاعدة)
خيرمان غونزاليس (بالإسبانية: Germán González)‏ هو لاعب كرة قاعدة كولومبي، ولد في 7 مارس 1962 في Río Caribe ‏ في فنزويلا.

## وصلات خارجية
- خيرمان غونزاليس على موقعبيزبول رفرنس.كوم (الدوري الرئيسي) (الإنجليزية)
- خيرمان غونزاليس على موقعبيزبول رفرنس.كوم (الدوري الثانوي) (الإنجليزية)
- خيرمان غونزاليس على موقع مشجعي الرسوم البيانية (الإنجليزية)